# Королевская Благородная супруга Ыйбин Сон
Королевская Благородная супруга Ыйбин Сон (хангыль: 의빈 성씨, ханча: 宜嬪 成氏; 6 августа 1753 — 4 ноября 1786) — любимая наложница чосонского вана Чонджо́. Личное имя женщины осталось неизвестным, её фамилия по отцу — Сон. Она происходила из клана Чханнён Сон. Королевская Благородная супруга Ыйбин Сон — это её официальный придворный титул. У госпожи Сон были дети от Чонджо: сын Ли Сун, получивший титул наследного принца Мунхё, но он умер в возрасте 4 лет; и дочь (имя неизвестно) также умерла во младенчестве. Госпожа Сон скончалась в возрасте 33 лет и была похоронена с королевскими почестями, необычными для женщины её ранга и происхождения.

## Жизнеописание
Будущая Королевская супруга родилась 6 августа 1753 года, на 29-м году[уточнить] правления короля Ёнджо, в Чханнён Соне. Она была дочерью Сон Юну́ (성윤우, 成胤祐) и его второй жены, госпожи Лим из клана Пуан Лим (부안 임씨, 扶安 林氏).
Их семья была довольно бедной, и на момент рождения госпожи Сон её отец работал распорядителем у Хон Бонхана, деда по материнской линии короля Чонджо. Позже он стал военным офицером, но ушёл в отставку в 1761 году из-за обвинений в растрате.
Первой женой Сон Юну была госпожа Ма из клана Чанхын Ма (장흥 마씨, 長興 馬氏). После её смерти он женился на госпоже Лим, дочери Лим Чончжу (임종주, 林宗胄), мелкого государственного чиновника. Она умерла в 1756 году, через три года после рождения Сон Ыйбин. Третьей женой Сон Юну была госпожа Джи из клана Танян Джи (단양 지씨, 丹陽 池氏).
У госпожи Сон было пять братьев и две сестры. Её отец умер в 1769 году в возрасте 60 лет.

### Жизнь во дворце
В 1762 году в возрасте десяти лет она вошла в королевский дворец в качестве придворной дамы — гуннё. Из-за отношений своего отца с кланом Пунсан Хон госпожа Сон стала личной служанкой матери короля Чонджо, Наследной принцессы Хе.
В 1773 году она вместе с принцессами Чхонён и Чхонсон переписала на корейский язык классический роман «Гвакчанмуннок» (состоящий из 10 томов и 10 книг).
Однажды, до 1782 года, она получила милость Чонджо и была повышена до сангый — придворной дамы пятого старшего ранга. Записано, что она была беременна дважды между 1780 и 1782 годами, но обе беременности закончились выкидышем.
13 октября 1782 года госпожа Сон родила своего первого сына — Ли Суна (이순). В тот же день она стала Королевской супругой после повышения до третьего старшего ранга соён. Почти три месяца спустя, в конце декабря 1782 года, её сын получил титул Царственного принца (원자, 元子).
В следующем году Сон Соён была повышена до первого старшего ранга Бин, и Чонджо лично выбрал для неё префикс «Ый» (宜; что означает «надлежащая / достойная»).
20 марта 1784 года госпожа Сон родила безымянную дочь, которая умерла через несколько недель после рождения.
2 июля 1784 года Ли Сун стал Наследным принцем (왕세자, 王世子), но умер во время эпидемии 6 июня 1786 года.

### Смерть и память
Через четыре месяца после смерти сына Сон Ыйбин умерла от болезни на последнем месяце своей пятой беременности. Нерождённый ребёнок умер вместе с ней. Король Чонджо написал ей эпитафию, в которой описал своё горе и признался ей в любви. Он сказал, что госпожа Сон была единственной женщиной, которую он любил среди своих жён. Её могила была устроена во дворце Анхён, что было необыкновенно для её статуса наложницы.
Первоначально она была похоронена примерно в 100 шагах от своего сына, Наследного принца Мунхё. Могилы назывались Хёчанмё (효창묘, 孝昌墓), но на 7-м году[уточнить] правления короля Коджона статус гробниц был повышен до Хёчанвон (효창원, 孝昌園).
Король Чонджо повелел посадить 26 тысяч деревьев на кладбище, известном сегодня как «Парк Хёчан» и расположенном в районе Йонсан в Сеуле.
В 1944 году, во время японской оккупации, гробницы были перенесены в кластер Сосамнын в Кояне, провинция Кёнгидо. Наследный принц Мунхё был похоронен рядом со своим дядей, наследным принцем Ыйсо, а Сон Ыйбин была похоронена в 2 км от него, на кладбище наложниц. Её могила известна как Ыйбинмё (의빈묘, 宜嬪墓).
Мемориальная доска госпожи Сон была установлена в Ыйбингуне («Дворец достойной наложницы», 의빈궁, 宜嬪宮), в Чильгуне (также известном как «Дворец семи королевских наложниц»; историческая достопримечательность № 149). В 1908 году, на 2-м году правления императора Юнхыя, Ыйбингун был закрыт. Однако название сохранилось, а ежегодные обряды продолжали проводиться.

## Семья

### Родители
- Отец: Сон Юну (성윤우, 成胤祐) (1709—1769)
  - Дедушка: Сон Сусан (성수산, 成壽山) (1668—1749)
  - Сводная бабушка: госпожа Ким из клана Кимхэ Ким (김해 김씨, 金海 金氏) (1674—1698)[7]
  - Бабушка: госпожа Хван из клана Чанвон Хван (창원 황씨, 昌原 黄氏) (1677—1747)[8]
- Дядя: Сон Юнчжо (성윤조, 成胤祚)[9]
  - Тетя: госпожа Пак из клана Мирян Пак (밀양 박씨, 密陽 朴氏)[10]
    - Кузен: Сон Хо (성호, 成灝)
      - Жена кузена: госпожа Ким из клана Кёнджу Ким (경주 김씨, 金海 金氏)[11]

    - Кузен: Сон Ён (성연, 成淵)
      - Жена кузена: госпожа Сим из клана Чхонсон Сим (청송 심씨, 靑松 沈氏) (심억, 沈億)[12]
- Дядя: Сон Юнджи (성연지, 成淵祉)
- Тётя: госпожа Сон из клана Чаннён Сон (창녕 성씨, 昌寧 成氏)
  - Дядя: Чон Хигю (정희규, 鄭熙揆) из клана Ёнил Чон (연일 정씨, 延日 鄭氏)
- Тётя: госпожа Сон из клана Чаннён Сон (창녕 성씨, 昌寧 成氏)
  - Дядя: Лим Сонджин (임성징, 林聖徴) из клана Имчхон Лим (임천 임씨, 林川 林氏)
- Мать: госпожа Лим из клана Пуан Лим (부안 임씨, 扶安 林氏) (1722—1756)[13]
  - Дедушка: Лим Чончжу (임종주, 林宗胄)
- Мачеха: госпожа Ма из клана Чанхын Ма (장흥 마씨, 長興 馬氏) (1715 -?)[14]
- Мачеха: госпожа Джи из клана Танян Чжи (단양 지씨, 丹陽 池氏)[15]

### Братья и сестры
- Старший брат: Сон Дам (성담, 成湛) (1741—1783)
  - Невестка: госпожа Ли из клана Чонджу Ли (성주 이씨, 星州 李氏) (1739—1770)[16]
  - Невестка: госпожа Ли из клана Чонджу Ли (전주 이씨, 全州 李氏) (1751—1799)
    - Племянник: Сон Гук-мин (성국민, 成國民) (1766—1809)
      - Жена племянника: госпожа Ю из клана Каннын Ю (강릉 유씨, 江陵 劉氏) (1768—1809)[17]

    - Племянник: Сон Хый-мин (성희민, 成羲民) (1780—1809)
      - Жена племянника: госпожа И из клана Чхонджу Ли (전주 이씨, 全州 李氏)[18]
- Старший брат: Сон Хёп (성협, 成浹) (1742—1810)
  - Невестка: госпожа Чхве из клана Каннын Чхве (강릉 최씨, 江陵 崔氏)
  - Невестка: госпожа Мун из клана Танян Мун (단양 문씨, 丹陽 文氏)
    - Племянник: Сон До-мин (성도민, 成道民)
      - Жена племянника: госпожа Пак из клана Мирян Пак (밀양 박씨, 密陽 朴氏)[19]

    - Племянник: Сон Хомин (성호민, 成皥民)
      - Жена племянника: госпожа Хан из клана Чхонджу Хан (청주 한씨, 淸州 韓氏)[20]
- Старший брат: Сон Ван (성완, 成浣) (1743—1806)
  - Невестка: госпожа Хан из клана Чхонджу Хан (청주 한씨, 淸州 韓氏l) (1742—1794)
    - Племянник: Сон Сунмин (성순민, 成舜民) (1763—1849)
      - Жена племянника: госпожа У из клана Танян У (단양 우씨, 丹陽 禹氏)[21]

    - Племянник: Сон Док-мин (성덕민, 成德民) (1782—1828)
      - Жена племянника: госпожа Нам из клана Ыйрён Нам (의령 남씨, 宜寧 南氏) (1780—1812)[22]

    - Племянница: госпожа Сон из клана Чханнён Сон (창녕 성씨, 昌寧 成氏)
      - Муж племянницы: Чо Сан Чжу (조상주, 趙尙周) из клана Ханян Джо (한양 조씨, 漢陽 趙氏)
- Старший брат: Сон Сок (성숙, 成淑)
  - Невестка: ?
    - Племянник: Сон Ёмин (성여민, 成與民)
- Старшая сестра: госпожа Сон из клана Чханнён Сон (창녕 성씨, 昌寧 成氏)
  - Зять: Кан Док-сун (강덕순, 康德淳) из клана Сынпхён Кан (승평 강씨, 昇平 康氏)
- Старшая сестра: госпожа Сон из клана Чханнён Сон (창녕 성씨, 昌寧 成氏)
  - Зять: Юн Гвиён (윤귀영, 尹貴永) из клана Папхён Юн (파평 윤씨, 坡平 尹氏)
    - Племянник: Юн Инсок (윤인석, 尹仁錫)
- Младший брат: Сон Хыб (성흡, 成洽) (1762 -?)
  - Невестка: госпожа На из клана Кымчхон На (금천 나씨, 錦川 羅氏)[23]
    - Племянник: Сон Чжунмин (성준민, 成俊民)

### Муж
- Ли Сан, король Чонджо (조선 정조 이산, 朝鮮 正祖 李祘) (28 октября 1752 — 18 августа 1800)
  - Свёкор: наследный принц Садо (조선 장조, 朝鮮 莊祖) (13 февраля 1735 — 12 июля 1762)
  - Свекровь: принцесса Хонён (헌경왕후 홍씨, 獻敬王后 洪氏) (6 августа 1735 — 13 января 1816)

Дети
- Ли Сун, Наследный принц Мунхё (문효세자 이순, 文孝世子 李㬀) (13 октября 1782 — 6 июня 1786), первый сын
- Первая дочь (20 марта — 12 мая 1784 г.)[24]

## В искусстве и популярной культуре
Образ королевской наложницы стал прототипом ролей в южнокорейских телесериалах:
- В телесериале 2007 года «Ли Сан, Ветер дворца» (MBC) роль наложницы Сон сыграли актрисы Ли Ханна́ и Хан Джими́н.
- В телесериале «Красный манжет рукава» художественно показана личная жизнь Чонджо и наложницы. Сериал снят MBC в 2021 году, роль Благородной супруги Ыйбин Сон играет Ли Сеён, а юная актриса Ли Сольа́ сыграла её же в детстве.